# Diecéze attanasuská
Diecéze Attanasus je titulární diecéze římskokatolické církve.

## Historie
Attanasus, identifikovatelný s Aydan v dnešním Turecku, je starobylé biskupské sídlo, nacházející se v římské provincii Phrygia Pacatiana. Byla součástí Konstantinopolského patriarchátu a sufragánnou arcidiecéze Laodicea ve Frýgii.
Existují tři známí biskupové: Philadelphius, zúčastněný roku 451 Chalkedonského koncilu; Christophorus, který se roku 787 zúčastnil Druhého nikajského koncilu; Philoteus, zúčastněný roku 879 koncilu patriarchy Fotia Konstantinopolského.
Dnes je využívána jako titulární biskupské sídlo; v současnosti je bez titulárního biskupa.

## Seznam biskupů
- Philadelphius (zmíněn roku 451)
- Christophorus (zmíněn roku 787)
- Philoteus (zmíněn roku 879)

## Seznam titulárních biskupů
- 1952–1959 Lawrence Pullen Hardman, S.M.M.
- 1959–1964 Joseph-Albert Malula